# Pierre Cornelis (schepen)

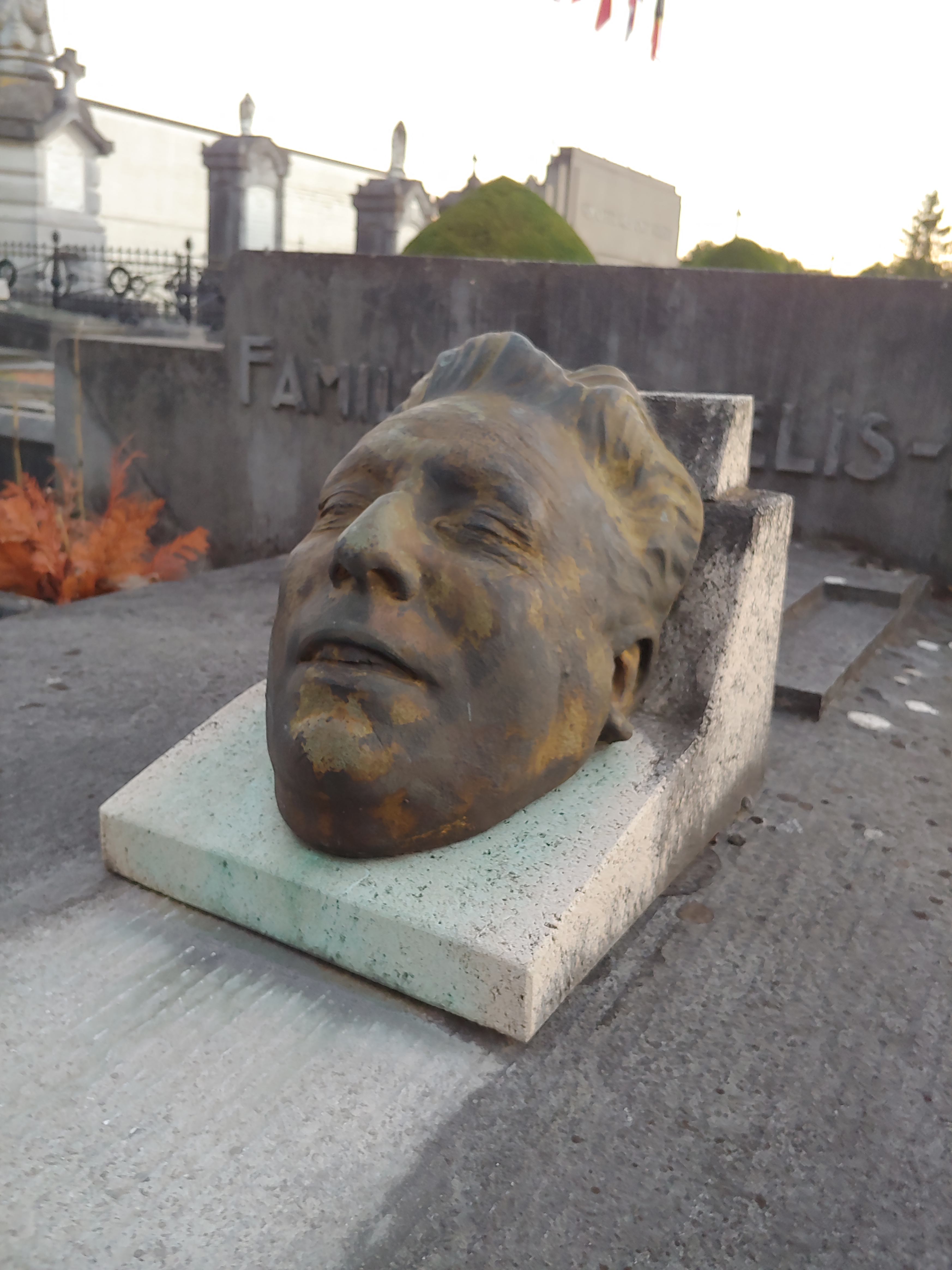
Cornelis' gelaat, detail van zijn graf.

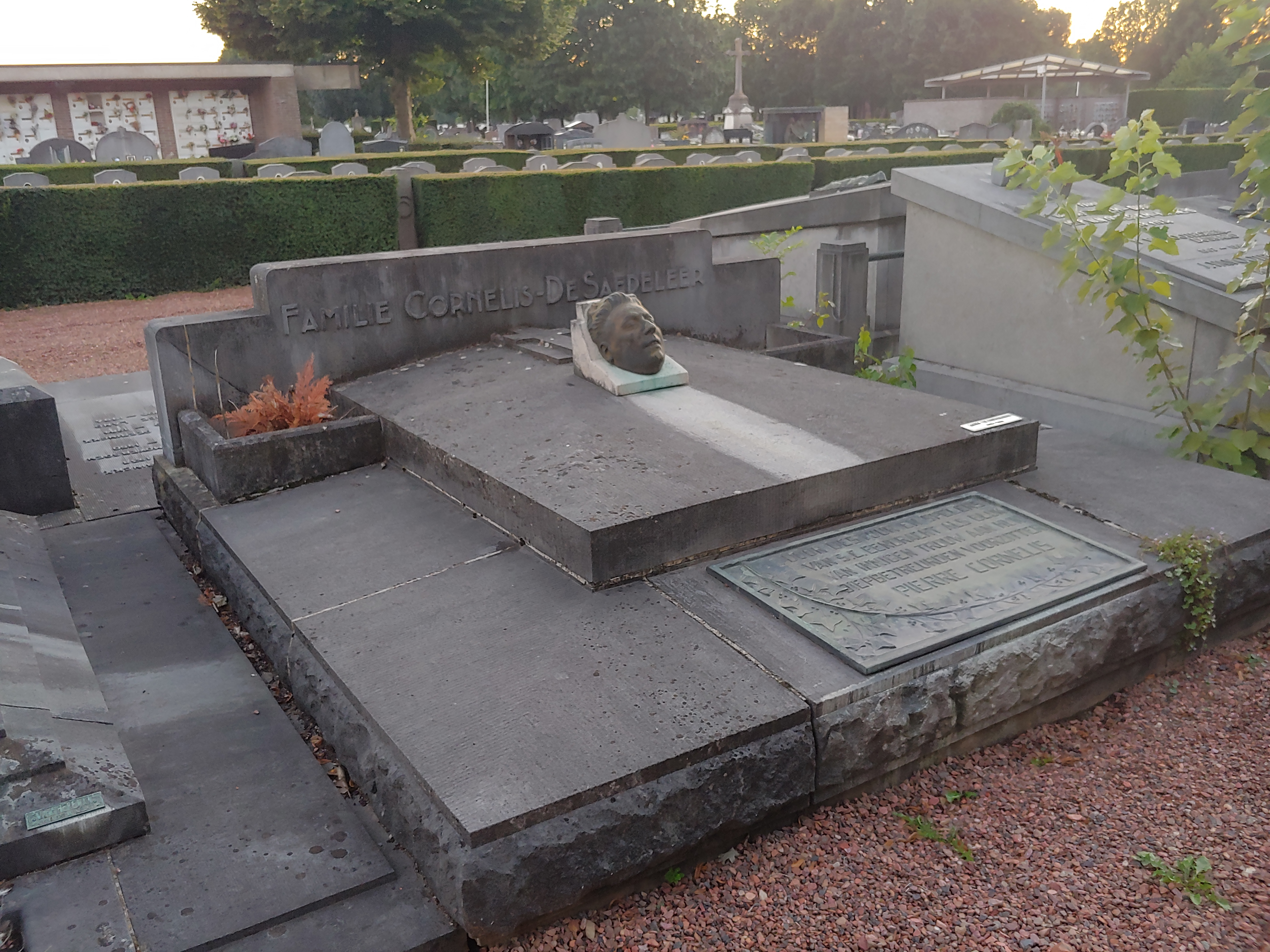
Het graf van Pierre Cornelis.

Pierre Cornelis (Aalst, 1889 - aldaar, 15 mei 1945) was een Belgisch liberale oorlogsschepen gedurende de Tweede Wereldoorlog. Naast zijn functie als schepen was hij ook voorzitter van Eendracht Aalst; onder zijn leiding steeg de ploeg van derde provinciale naar de hoogste afdeling.

## Dood
Pierre Cornelis werd vermoord in eigen huis door de Vliegende Brigade omdat hij kennis had over hun rijzende ster, Dominique Walraef. De onderzoeken naar de moord van Pierre Cornelis schenen nieuw licht op een voorafgaande zaak: zaak-De Vos. Beide moorden werden met elkaar in verband gebracht.

## Eerbetoon
- Naar Cornelis werden het Pierre Cornelisstadion en de Pierre Corneliskaai in Aalst genoemd.